# Amblyeleotris masuii
Amblyeleotris masuii är en fiskart som beskrevs av Aonuma och Yoshino, 1996. Amblyeleotris masuii ingår i släktet Amblyeleotris och familjen smörbultsfiskar. Inga underarter finns listade i Catalogue of Life.